# سيموني باسو
سيموني باسو (بالإيطالية: Simone Basso)‏ (25 يوليو 1982 بكيافاري في إيطاليا - ) هو لاعب كرة قدم إيطالي في مركز الهجوم. لعب مع نادي بارما ونادي سبيزيا ونادي فروسينوني ونادي كروتوني ونادي ليفورنو وسورينتو كالتشيو ‏ ونادي طرابنش 1905 ‏ وUSD Lavagnese 1919 ‏ ونادي براتو وASD Sangiovannese 1927 ‏ وAglianese Calcio 1923 ‏.

## روابط خارجية
- سيموني باسو على موقع قاعدة بيانات كرة القدم.إي يو (الإنجليزية)
- سيموني باسو على موقع Soccerway.com (الإنجليزية)
- سيموني باسو على موقع عالم كرة القدم.نت (الإنجليزية)